# Judo na Igrzyskach Panamerykańskich 2023
Zawody Judo na Igrzyskach Panamerykańskich 2023, odbywały się w dniach 28-31 października w Santiago. W tabeli medalowej tryumfowali zapaśnicy z Brazylii.

## Klasyfikacja medalowa
Gospodarz zawodów został zaznaczony kolorem.
| Miejsce | Państwo           |    |    |    | Razem |
| ------- | ----------------- | -- | -- | -- | ----- |
| 1       | Brazylia          | 7  | 3  | 6  | 16    |
| 2       | Kuba              | 6  | 0  | 1  | 7     |
| 3       | Kanada            | 1  | 2  | 2  | 5     |
| 4       | Wenezuela         | 1  | 0  | 1  | 2     |
| 5       | Chile             | 0  | 3  | 0  | 3     |
| 6       | Kolumbia          | 0  | 2  | 3  | 5     |
| .       | Meksyk            | 0  | 2  | 3  | 5     |
| 8       | Portoryko         | 0  | 2  | 0  | 0     |
| 9       | Argentyna         | 0  | 1  | 0  | 1     |
| 10      | Dominikana        | 0  | 0  | 6  | 6     |
| 11      | Stany Zjednoczone | 0  | 0  | 3  | 3     |
| 12      | Ekwador           | 0  | 0  | 2  | 2     |
| .       | Panama            | 0  | 0  | 2  | 2     |
| 14      | Peru              | 0  | 0  | 1  | 1     |
| Razem   | Razem             | 15 | 15 | 30 | 60    |

## Medaliści

### Mężczyźni
| Konkurencja: | Złoto:              | Srebro:           | Brąz:                             |
| −60 kg       | Michel Augusto      | Johan Rojas       | Arath Juárez Juan Pablo Ayala     |
| −66 kg       | Willis García       | Julien Frascadore | Orlando Polanco Willian Lima      |
| −73 kg       | Gabriel Falcão Lira | Daniel Cargnin    | Antoine Bouchard Gilberto Cardoso |
| −81 kg       | Guilherme Schimidt  | Jorge Pérez       | David Popovici Medickson del Orbe |
| −90 kg       | Iván Silva          | Rafael Macedo     | Alexander Knauf Robert Florentino |
| −100 kg      | Shady El Nahas      | Thomas Briceño    | Francisco Balanta Kayo Santos     |
| ponad 100 kg | Andy Granda         | Francisco Solís   | Rafael Silva José Nova            |

### Kobiety
| Konkurencja:    | Złoto: | Srebro: | Brąz: |
| −48 kg          | Alexia Nascimento | Edna Carrillo | Maria Celia Laborde Amanda Lima |
| −52 kg          | Larissa Pimenta | Paulina Martínez | Angelica Delgado Lilian Cordones |
| −57 kg          | Rafaela Silva | Brisa Gómez | Kristine Jiménez María Villalba |
| −63 kg          | Maylín del Toro | Isabelle Harris | Prisca Awiti Ketleyn Quadros |
| −70 kg          | Idelannis Gómez | María Pérez | Elvismar Rodríguez Celinda Corozo |
| −78 kg          | Samanta Soares | Sairy Colón | Camila Figueroa Eiraima Silvestre |
| ponad 78 kg     | Idalys Ortíz | Brigitte Carabali | Moira Morillo Beatriz Souza |
| Drużynowo mikst | Kuba · Lianet Cardona · Idelannis Gómez · Liester Cardona · Omar Cruz · Magdiel Estrada · Andy Granda · Maikel McKenzie · Orlando Polanco · Iván Silva · Maylín del Toro · Idalys Ortíz | Brazylia · Gabriel Falcão Lira · Luana Carvalho · Rafael Macedo · Rafael Silva · Rafaela Silva · Samanta Soares · Daniel Cargnin · Leonardo Gonçalves · Willian Lima · Larissa Pimenta · Alexia Castilhos · Beatriz Souza · Guilherme Schimidt | Kolumbia · Brigitte Carabalí · Francisco Balanta · María Villalba · Luisa Bonilla · Daniel Paz · Andrés Sandoval · Dominikana · Ariela Sánchez · Eiraima Silvestre · Estefanía Soriano · Moira Morillo · Medickson del Orbe · Ana Rosa García · Robert Florentino · José Nova · Elmert Ramírez · Antonio Tornal |